# Nam Phiếu
Nam Phiếu (chữ Hán giản thể: 南票区, âm Hán Việt: Nam Phiếu khu) là một quận của địa cấp thị Hồ Lô Đảo, tỉnh Liêu Ninh, Cộng hòa Nhân dân Trung Hoa. Quận Long Cảng có diện tích 512 kilômét vuông, dân số 150.000 người. Mã số bưu chính là 125027. Quận Nam Phiếu được chia thành 7 nhai đạo, 2 trấn và 2 hương.
- Nhai đạo biện sự xứ: Cửu Long, Khâu Bì Câu, Tiểu Lăng, Triệu Gia Truân, Vi Tử Câu, Sa Oa Truân, Tam Gia Tử.
- Trấn: Noãn Trì Đường, Hang Diêu Lĩnh.
- Hương: Sa Oa Truân, Hoàng Thổ Khảm.